# Наркотизирующая дисфункция
Наркотизирующая дисфункция — теория, согласно которой люди получают огромное количество разнообразной информации по той или иной теме, которая впоследствии становится им безразлична. Предполагается, что огромный объём предоставляемой людям информации может вызвать лишь поверхностную заинтересованность проблемами общества, в то время как значение действительно важных событий пренебрегается. Теория предполагает, что отнюдь не в интересах современного сложного общества иметь массы населения, находящиеся в состоянии политической апатии и инертности, это объясняет, почему теория названа дисфункциональной.

## Происхождение термина
Термин наркотизирующая дисфункция впервые был введен Полом Лазарсфельдом и Робертом Мертоном в статье «Массовая коммуникация, массовые вкусы и организованное социальное действие» в 1948 году. В целом можно сказать, что поток сообщений, идущих от СМИ, вызывает негативный эффект. Потоки информации часто способствуют усыплению, наркотизации, нежели активности рядового читателя или слушателя. В этом специфическом отношении информация может быть причислена к наиболее эффективным социальным наркотикам. То, что средства массовой коммуникации повышают уровень информированности широких слоев населения, бесспорно. Тем не менее, непреднамеренным результатом воздействия все возрастающих доз массовой информации могут стать специфические состояния личности.

## Суть теории
Поскольку люди ежедневно получают огромное количество информации по многим совершенно разнообразным вопросам и проблемам, они хорошо осведомлены о том, что происходит в мире и могут дискутировать на эти темы. Однако зачастую они не отдают себе отчета в том, владеют ли они лишь поверхностными знаниями или же в самом деле разбираются в проблеме. Их совесть чиста поскольку они полагают, что сделали все возможное для её решения. Однако быть хорошо осведомленным и быть заинтересованным — совершенно разные вещи. Поэтому, даже несмотря на большое количество политических новостей, различной информации и рекламных сообщений, которые сейчас доступны как в традиционных средствах массовой информации, так и в интернет-СМИ, участие населения в политической жизни страны продолжает снижаться.
В наши дни очень небольшое количество времени уделяется организованному социальному действию. Это происходит по причине доступности информационных потоков для рядового слушателя или читателя, что зачастую и способствует наркотизации. Человек читает сообщения о проблемах и обсуждает альтернативные варианты действий, однако это относится к интеллектуальной, а не социальной активности. Индивид доволен своей заинтересованностью в происходящем и своим уровнем информированности, и это приводит к тому, что зачастую он не замечает, что не в состоянии осознать свою оторванность от принятия адекватных решений и действий. Для него чтение новостей, просматривание новостных программ и прослушивание радиопередач замещает реальные контакты с миром, например, миром политики. Ошибочно равнять знание проблемы с попытками её разрешения или воздействия на общество. Широкое распространение коммуникации вызывает лишь искусственную информированность людей об общественных проблемах, которая часто скрывает массовую апатию.
В этом отношении средства массовой коммуникации можно назвать одним из наиболее эффективных социальных наркотиков.

## Исследования наркотизирующей дисфункции СМИ
В XX веке проводились трехэтапные исследования понимания медиа-эффектов.
Первый этап датируется периодом с 1920-х до 1940-х годов. Исследователи полагали, что средства массовой информации оказывают мощное влияние на аудиторию. Это предполагает, что аудитория пассивна и слепо верит сообщениям СМИ, что перекликается с теорией волшебной пули, которая использовалась для объяснения того, как во времена войны пропаганда меняет поведение людей — убеждает мужчин пойти на фронт, женщин-домохозяек — изменить свой привычный рацион, а также повышает боевой настрой среди новобранцев.
Для этого периода характерны представления о безграничности возможностей существовавших в то время средств массовой информации, об их способности воздействовать на человеческие убеждения и поведение. Ключевую роль в становлении этих убеждений сыграла книга американского политолога Гарольда Лассуэлла «Пропагандистские техники в мировой войне», опубликованная в 1927 году. В ней автор анализирует пропагандистские успехи держав Антанты в Первой мировой войне. По мнению Лассуэлла, пропаганда, которую он определял как «сознательно управляемую коммуникацию», может служить в целях удовлетворения политических амбиций. Чисто технически, пропаганда не может быть ни моральным, ни аморальным явлением, поскольку это лишь инструмент воздействия на массы, который носит функциональный характер.
Лассуэлл первым предположил, что основная функция массовых коммуникаций заключается в пропагандистском воздействии на пассивную аудиторию.
Второй этап пришелся на 40-е — 60-е годы XX века. Исследователи считали, что люди в большей степени зависят от мнения своих друзей и членов семьи, чем от сообщений СМИ. Теория минимальных эффектов также включает в себя наркотизирующую дисфункцию, поскольку общественность отказывается обращать внимание на реальные проблемы и становится пассивной. На этом этапе вместо того, чтобы предоставлять аудитории информацию, СМИ диктуют людям, о чём и как думать, их воздействие на аудиторию теперь считается неотвратимым.
На этом этапе социологи исследовали поведение избирателей и потребительский выбор, и подводя итоги опирались в основном на результаты эмпирических исследований. В ходе этих исследований выяснилось, что даже массированная обработка сознания избирателей и потребителей со стороны массмедиа оказывает весьма незначительное, либо вообще не оказывает практического воздействия на поведение людей. Необходимо также отметить, что на втором этапе, в отличие от первого, исследователи уделяли особое внимание роли социальных групп — семья, друзья, соседи, коллеги и т. п. Эти группы сами по себе уже являются сложной коммуникационной сетью со своей структурой. Члены группы отбирают и фильтруют информацию, поступающую от СМИ, соответственно, индивид получает эту информацию уже обработанной.
Иначе говоря, любое сообщение массмедиа или идея, чтобы дойти до индивида и укорениться в его сознании, должна пройти через целый ряд фильтров и барьеров, что необходимо учитывать при исследовании для получения наиболее четкой картины.
Смысл данной модели, как объясняют исследователи, заключается в том, что в качестве основного фактора, обуславливающего воздействие коммуникации, начинает рассматриваться не само сообщение, а взаимодействие сообщения со структурой психики воспринимающего сообщение индивида. Именно структура психики определяет тип восприятия, а соответственно и воздействия коммуникации на индивида и его поведение.
С 1960-х годов до наших дней, исследователи полагают, что средства массовой информации могут иметь одновременно мощное и ограниченное воздействие на общество, в зависимости от ситуации. СМИ могут влиять на развитие отношений, верований и ценностей, они могут в большей степени влиять на одних индивидов нежели чем на других.
Для третьего этапа характерно использование самостоятельных методов для исследования одного предмета, а также появление новых тенденций. Теперь меньше внимания уделяется воздействию массмедиа на аудиторию. Это происходит по причине того, что ранее исследователями уже были сделаны выводы о том, что воздействие СМИ или совсем незначительно, или же исчерпывается воздействием промежуточных звеньев коммуникационной цепочки. Также это можно объяснить тем, что аудитория разделяется на сегменты, что предполагает специальное изучение этих многочисленных сегментов аудитории. Процесс однако осложняется формированием новых аудиторий интерактивных медиа, изучить которые пока достаточно трудно. Говоря о новых тенденциях, необходимо отметить сдвиг внимания на содержание сообщений массмедиа. В настоящее время также проводятся исследования организации СМИ с различных точек зрения (изучается не только внутренняя структура, но и их место в широком контексте социальной, экономической, политической организации общества).